# 寢室章
寝室章（阿拉伯语：‎），另译侯主拉特章或胡茱拉特章，是《古兰经》中的第49章 （苏拉）。这是一篇麦地那篇章。这一章包含穆斯林社会应遵守的礼仪和规范。